# San Sebastiano (film 1911 Cines)
San Sebastiano, noto anche come Il tribuno Sebastiano, è un film del 1911 diretto da Enrique Santos.
È un adattamento dal romanzo Fabiola o la Chiesa delle catacombe di Nicholas Patrick Stephen Wiseman (1854).
Si tratta, assieme all'omonimo film della Milano Films, della prima pellicola dedicata al santo e martire cristiano.

## Trama
Ospite della matrona Fabiola, il tribuno romano Sebastiano assiste all'incarcerazione di un gruppo di cristiani durante le persecuzioni di Diocleziano, rimanendo turbato dalla forza della loro fede. Al fine di consentire ai prigionieri di ricevere comunque la comunione, il vescovo di Roma manda il giovane fedele Tarcisio a portar loro le Sacre Specie, ma il ragazzo viene martirizzato da una folla pagana inferocita, morendo tra le braccia del centurione cristiano Quadrato. Sebastiano decide allora di consegnare lui stesso le Sacre Specie ai prigionieri. Due commilitoni che lo hanno in odio, Fulvio e il figlio del prefetto Corvino, assistono a questa scena e ne approfittano per denunciarlo all'Imperatore come cristiano. Sebastiano viene condannato a morte, ma Fabiola, innamorata di lui, riesce per mezzo della sua schiava Afra e di ricchi doni a corrompere Iface, il comandante della guardia imperiale numida che dovrebbe eseguire la sentenza: al momento dell'esecuzione, Iface dà ordine ai suoi uomini di colpire con le loro frecce Sebastiano in maniera da non ucciderlo. Fabiola fa poi trasportare segretamente Sebastiano nella propria domus, dove quest'ultimo si rimette lentamente dalle ferite grazie alle sue amorevoli cure. Tuttavia, non appena riacquistate abbastanza forze, Sebastiano si ripresenta al cospetto dell'Imperatore, professando la sua fede cristiana e venendo per questo martirizzato.

## Distribuzione
È stato distribuito nel Regno Unito a partire dall'8 o 12 aprile 1911 col titolo di St. Sebastian.
In Spagna è stato distribuito come El tribuno Sebastián.

## Accoglienza
Per il periodico inglese di settore The Bioscope: «è impossibile lodare a sufficienza la messa in scena e la recitazione [del film]».